# Slavko Korenič
Slavko Korenič, slovenski športnik, politik in veteran vojne za Slovenijo, * 31. avgust 1950, Slovenj Gradec.

## Odlikovanja in nagrade
Leta 2006 je prejel častni znak svobode Republike Slovenije z naslednjo utemeljitvijo: »za izjemne zasluge pri uveljavljanju in obrambi samostojnosti in suverenosti Republike Slovenije«.